# Antoni Klemens Fertner

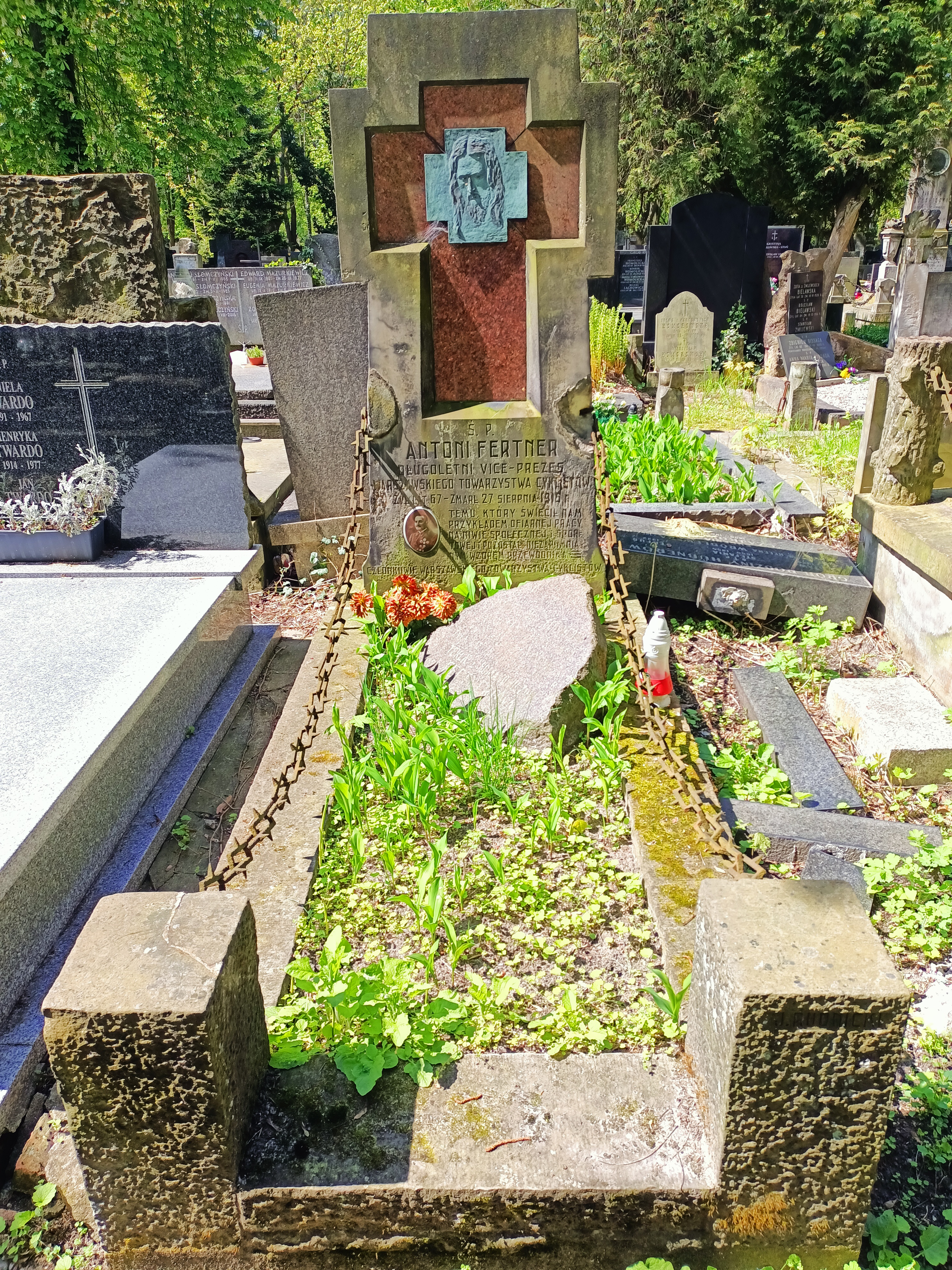
Grób Antoniego Fertnera na Cmentarzu Powązkowskim

Antoni Klemens Fertner (ur. 1849, zm. 27 sierpnia 1915) – polski działacz społeczny i sportowy.
Był współzałożycielem i długoletnim wiceprezesem Warszawskiego Towarzystwa Cyklistów (WTC), współorganizatorem działalności kulturalno-społecznej i narodowej tego towarzystwa.
W 1875 r. poślubił Teklę Romanowicz w kościele św. Aleksandra w Warszawie.
Zmarł w 1915 r. i pochowany został na cmentarzu Powązkowskim w Warszawie – kwatera 221 rząd 3 grobowiec 8. Pogrzeb odbył się 30 sierpnia z kościoła dolnego Św. Krzyża.